# Liste von Leuchttürmen der deutschen Nordsee
Diese Liste führt Leuchttürme der deutschen Nordsee von der Grenze zu Dänemark bis zur Grenze zu den Niederlanden auf. Es sind nur Anlagen gelistet, die mehr als nur navigatorische Bedeutung haben, technisch auffällig oder die historisch bedeutsam sind.
Die aktiven Leuchttürme an den deutschen Küsten werden von den Wasserstraßen- und Schifffahrtsämtern unterhalten und betrieben.

## Schleswig-Holstein
Von Sylt bis zur Elbe.
| Leuchtturm       | Leuchtturm       | Leuchtturm | Gewässer                  | Koordinaten                     | Baujahr/e        | Turmhöhe m | Feuerhöhe m | Kennung∡°       | Reichweite                                                   | UKHO #         |         |
| ---------------- | ---------------- | ---------- | ------------------------- | ------------------------------- | ---------------- | ---------- | ----------- | --------------- | ------------------------------------------------------------ | -------------- | ------- |
| Helgoland        | Helgoland        |            | Deutsche Bucht            | 54° 10′ 54,7″ N, 7° 52′ 56,4″ O | 1941             | 35         | 82          | Fl.W.5s         | 28 sm (51,9 km)                                              | B 1312 10136   | [ A 1 ] |
| Helgoland Düne   | Helgoland Düne   |            | Deutsche Bucht            | 54° 10′ 56,3″ N, 7° 54′ 50,6″ O | 1936             | 15         | 17          | Iso.WRG.4s      | W: 10,8 sm (20 km) G: 10,2 sm (18,9 km) R: 11,3 sm (20,9 km) | B 1326.1 10136 | [ A 2 ] |
| List             | ⮞                |            | Lister Tief               | 55° 2′ 58″ N, 8° 26′ 37,5″ O    | 1857             | 13         | 22          | Iso.WRG.6s      |                                                              |                |         |
| List             | ⮜                |            | Lister Tief               | 55° 3′ 10,6″ N, 8° 24′ 5,1″ O   | 1857             | 11         | 19          | Oc.WRG.6s       |                                                              |                |         |
| Rotes Kliff      | Rotes Kliff      |            | Deutsche Bucht            | 54° 57′ 56,4″ N, 8° 20′ 16,1″ O | 1913             | 13         | 23          | gelöscht (1974) |                                                              |                |         |
| Kampen           | Kampen           |            | Deutsche Bucht            | 54° 56′ 46,4″ N, 8° 20′ 26,5″ O | 1855             | 40         | 62          | LFl.WR.10s      |                                                              |                |         |
| Hörnum           | Hörnum           |            | Deutsche Bucht            | 54° 45′ 14,7″ N, 8° 17′ 31,7″ O | 1907             | 34         | 45          | Fl(2)W.9s       |                                                              |                |         |
| Norddorf         | Norddorf         |            | Deutsche Bucht            | 54° 40′ 9″ N, 8° 18′ 30,7″ O    | 1905             | 8          | 22          | Oc.WRG.6s       |                                                              |                |         |
| Amrum            | Amrum            |            | Deutsche Bucht            | 54° 37′ 52,2″ N, 8° 21′ 16,9″ O | 1875             | 42         | 63          | Fl.W.7.5s       |                                                              |                |         |
| Nebel            | Nebel            |            | Deutsche Bucht            | 54° 38′ 43,2″ N, 8° 21′ 40,4″ O | 1981             | 10         | 16          | Oc.WRG.5s       |                                                              |                |         |
| Nieblum          | Nieblum          |            | Deutsche Bucht            | 54° 41′ 3,9″ N, 8° 29′ 8,4″ O   | 1981             | 10         | 11          | Oc(2)WRG.10s    |                                                              |                |         |
| Olhörn           | Olhörn           |            | Deutsche Bucht            | 54° 40′ 50,8″ N, 8° 33′ 58,6″ O | 1952             | 9          | 10          | Oc(4)WR.15s     |                                                              |                |         |
| Nordmarsch       | Nordmarsch       |            | Deutsche Bucht            | 54° 37′ 32,7″ N, 8° 31′ 47,4″ O | 1901             | 12         | 13          | LFl(3)WR.20s    |                                                              |                |         |
| Dagebüll         | Dagebüll         |            | Deutsche Bucht            | 54° 43′ 30,9″ N, 8° 41′ 59,5″ O | 1929             | 15         | 10          | gelöscht (1988) |                                                              |                |         |
| Oland            | Oland            |            | Deutsche Bucht            | 54° 40′ 28,8″ N, 8° 41′ 12,9″ O | 1929             | 7          | 8           | F.WRG.          |                                                              |                |         |
| Bake Süderoog    | Bake Süderoog    |            | Deutsche Bucht            | 54°26'47,1"N 008°29'10,3"O      | neu Bake ab 2018 | 19         | 18          | Iso.WR.6s       |                                                              |                |         |
| Pellworm         | Pellworm         |            | Deutsche Bucht            | 54° 29′ 46,6″ N, 8° 39′ 57,5″ O | 1907             | 42         | 38          | Oc.WR.5s        |                                                              |                |         |
| Westerheversand  | Westerheversand  |            | Deutsche Bucht            | 54° 22′ 24,1″ N, 8° 38′ 23,7″ O | 1907             | 40         | 41          | Oc(3)WRG.15s    |                                                              |                |         |
| Sankt Peter-Böhl | Sankt Peter-Böhl |            | Deutsche Bucht            | 54° 17′ 14,3″ N, 8° 39′ 7,6″ O  | 1892             | 18         | 23          | LFl(2)WR.15s    |                                                              |                |         |
| Büsum            | Büsum            |            | Deutsche Bucht            | 54° 7′ 36,5″ N, 8° 51′ 29,6″ O  | 1913             | 21         | 22          | Iso.WR.6s       |                                                              |                |         |
| Großer Vogelsand | Großer Vogelsand |            | Außenelbe, Deutsche Bucht | 53° 59′ 44,1″ N, 8° 28′ 36,3″ O | 1974             | 39         | 39          | gelöscht (1999) |                                                              |                |         |

```
 
⮞
 
Ost
 
⮜
 
West
```

Anmerkungen:
1. ↑  Bereits 1810–1902 der erste Englische Leuchtturm, wurde abgetragen, Laterne noch heute auf Leuchtturm Staberhuk-Fehmarn in Betrieb, 1902–1945 der zweite Leuchtturm (wie Leuchtturm Kap Arkona auf Rügen), wurde bei Luftangriff 1945 zerstört, 1941 ehemaliger Flakleitstand wurde nach dem Krieg 1952 provisorisch als Leuchtturm aufgebaut und 1965 zum heutigen Leuchtturm aufgebaut und mehrfach erweitert. Das Leuchtfeuer ist linksdrehend!
2. ↑  Das helgoländer Dünen-Unterfeuer, auf dem Bild der Stahlmast links im Wasser, steht etwa 120 m südlich im Watt.

## Hamburg
Die Insel Neuwerk liegt vor der Elbmündung im Watt der Nordsee und gehört zu Hamburg. Wegen der Gefahren für die Schifffahrt gab es schon sehr früh Leuchtfeuer und andere Seezeichen, die mehrfach ausgebaut und modernisiert wurden. Inzwischen hat nur noch der Radarturm Neuwerk größere Nautische Bedeutung.
| Leuchtturm                 | Leuchtturm | Gewässer                              | Koordinaten                     | Baujahr/e | Turmhöhe m | Feuerhöhe m | Kennung∡°       | Reichweite    | UKHO # |         |
| -------------------------- | ---------- | ------------------------------------- | ------------------------------- | --------- | ---------- | ----------- | --------------- | ------------- | ------ | ------- |
| Blüse Neuwerk              |            | Außenelbe, Helgoländer Bucht, Nordsee | 53° 55′ 19,5″ N, 8° 29′ 14,5″ O | 1648      | 23         | 23          | gelöscht (1814) | gelöscht      |        | [ A 1 ] |
| Neuwerk                    |            | Außenelbe, Helgoländer Bucht, Nordsee | 53° 54′ 54,9″ N, 8° 29′ 45,1″ O | 1310 1814 | 39         | 38          | F.W.            | 3 sm (5,6 km) | B 1344 | [ A 2 ] |
| Kleiner Leuchtturm Neuwerk |            | Außenelbe, Helgoländer Bucht, Nordsee |                                 | 1815      | 18         |             | F.W. (gelöscht) | gelöscht      |        | [ A 3 ] |

```
 
Anmerkungen:
```

1. ↑  Wurde 1815 abgebrochen.
2. ↑  Der Turm wurde 1300 bis 1310 erbaut und wird als Leuchtturm seit 1814 betrieben. Ältester Feuerträger Deutschlands.
3. ↑  Der Turm wurde 1815 erbaut und diente bis 1885 als Unterfeuer zum Feuer auf dem Großen Turm. Er war 1892 noch für einige Monate Ersatzfeuer und wurde 1909 endgültig abgebaut.

## Bremen
Bremen ist als bedeutende Hafenstadt Standort mehrerer Leuchttürme und diverser anderer Seezeichen.
| Leuchtturm     | Leuchtturm     | Leuchtturm | Gewässer   | Koordinaten                     | Baujahr/e | Turmhöhe m | Feuerhöhe m | Kennung∡°                | Reichweite | UKHO # |         |
| -------------- | -------------- | ---------- | ---------- | ------------------------------- | --------- | ---------- | ----------- | ------------------------ | ---------- | ------ | ------- |
| Kaiserschleuse | Kaiserschleuse |            | Unterweser | 53° 33′ 13,1″ N, 8° 33′ 35,8″ O | 1900      | 15         | 10          | gelöscht (2011)          |            |        | [ A 1 ] |
| Bremerhaven    | Bremerhaven    |            | Unterweser | 53° 32′ 46,7″ N, 8° 34′ 12,4″ O | 1855      | 37         | 34          | Iso.W.4s                 |            |        |         |
| Bremerhaven    | 🢃              |            | Unterweser | 53° 32′ 40″ N, 8° 34′ 11,2″ O   | 1893      | 26         | 21          | Iso.W.4s                 |            |        |         |
| Geestemündung  | ⮝              |            | Unterweser | 53° 32′ 9,3″ N, 8° 32′ 9,3″ O   | 1857 1914 | 14         | 15          | F.R. Molenabbruch (2022) |            |        |         |
| Geestemündung  | ⮟              |            | Unterweser | 53° 32′ 5,9″ N, 8° 34′ 30,3″ O  |           |            |             |                          |            |        |         |
| Brinkamahof    | Brinkamahof    |            | Unterweser | 53° 30′ 31,7″ N, 8° 34′ 40,6″ O | 1911      | 26         | 20          | gelöscht (1979)          |            |        |         |

```
 
🢃
 
Unterfeuer (vorne)

 
⮝
 
Nord

 
⮟
 
Süd
```

Anmerkungen:
1. ↑  Der Leuchtturm Kaiserschleuse wird auch Pingelturm genannt.

## Niedersachsen
Leuchttürme in Niedersachsen von der Elbe bis zur Emsmündung
| Leuchtturm                     | Leuchtturm                  | Leuchtturm | Gewässer       | Koordinaten                     | Baujahr/e | Turmhöhe m | Feuerhöhe m | Kennung∡°                                           | Reichweite                                             | UKHO # |         |
| ------------------------------ | --------------------------- | ---------- | -------------- | ------------------------------- | --------- | ---------- | ----------- | --------------------------------------------------- | ------------------------------------------------------ | ------ | ------- |
| Alte Weser                     | Alte Weser                  |            | Außenweser     | 53° 51′ 47,8″ N, 8° 7′ 39,3″ O  | 1964      | 38         | 33          | F.WRG.                                              |                                                        |        |         |
| Roter Sand                     | Roter Sand                  |            | Außenweser     | 53° 51′ 11,4″ N, 8° 4′ 55,8″ O  | 1885      | 28         | 24          | gelöscht (1986)                                     |                                                        |        |         |
| Tegeler Plate                  | Tegeler Plate               |            | Außenweser     | 53° 47′ 52,2″ N, 8° 11′ 28,2″ O | 1965      | 26         | 21          | Oc(3)WRG.12s                                        |                                                        |        |         |
| Hohe Weg                       | Hohe Weg                    |            | Außenweser     | 53° 42′ 44,4″ N, 8° 14′ 35,7″ O | 1856      | 36         | 29          | F.WRG.                                              |                                                        |        |         |
| Robbenplate                    | Robbenplate                 |            | Außenweser     | 53° 40′ 36″ N, 8° 23′ 45,6″ O   | 1925      | 39         | 37          | Oc.W.6s                                             |                                                        |        |         |
| Obereversand                   | Obereversand                |            | Außenweser     | 53° 44′ 32,6″ N, 8° 30′ 49,3″ O | 1887      | 34         | 29          | F.W.                                                |                                                        |        |         |
| Kleiner Preuße                 | Kleiner Preuße              |            | Außenweser     | 53° 38′ 50,5″ N, 8° 29′ 30,7″ O | 1906/2005 | 12         | 12          | gelöscht (1930)                                     |                                                        |        |         |
| Großensiel                     | 🢃                           |            | Unterweser     | 53° 28′ 6,2″ N, 8° 28′ 44,9″ O  | 1898      | 17         | 16          | Iso.W.4s                                            |                                                        |        |         |
| Großensiel                     | 🢁                           |            | Unterweser     | 53° 27′ 54,8″ N, 8° 28′ 34,1″ O | 1962      | 23         | 25          | Iso.W.4s                                            |                                                        |        |         |
| Hohenzollern                   | 🢃                           |            | Unterweser     | 53° 13′ 44,2″ N, 8° 28′ 54,3″ O | 1898      | 15         | 14          | Oc.W.6s                                             |                                                        |        |         |
| Juliusplate                    | 🢁                           |            | Unterweser     | 53° 11′ 51,5″ N, 8° 30′ 37″ O   | 1983      | 32         | 29          | Iso.W.4s                                            |                                                        |        |         |
| Berne (Unterfeuer Juliusplate) | 🢃                           |            | Unterweser     | 53° 11′ 43,5″ N, 8° 31′ 0,5″ O  | 1983      | 13         | 15          | Iso.W.4s                                            |                                                        |        |         |
| Berne                          | 🢁                           |            | Unterweser     | 53° 11′ 37,6″ N, 8° 31′ 6,8″ O  | 1983      | 21         | 22          | Oc.W.6s                                             |                                                        |        |         |
| Warfleth                       | Warfleth                    |            | Unterweser     | 53° 11′ 11,8″ N, 8° 32′ 5,7″ O  | 1898      | 18         | 19          | gelöscht (1983)                                     |                                                        |        |         |
| Molenfeuer Überseehafen        | ⮟                           |            | Unterweser     | 53° 6′ 22,4″ N, 8° 44′ 51,9″ O  | 1906      | 12         | 14          | F.G.                                                |                                                        |        |         |
| Arngast                        | Arngast                     |            | Jadebusen      | 53° 28′ 52,9″ N, 8° 10′ 53,7″ O | 1910      | 36         | 32          | F.WRG. Fl.WG.3s Oc.W.6s Fl(2)W.9s                   |                                                        |        |         |
| Preußeneck                     | 🢁                           |            | Innenjade      | 53° 31′ 15,7″ N, 8° 13′ 56,9″ O | 1962      | 45         | 43          | gelöscht (2012)                                     |                                                        |        |         |
| Voslapp                        | 🢁                           |            | Innenjade      | 53° 34′ 53,7″ N, 8° 7′ 51,2″ O  | 1960/61   | 65         | 62          | Iso.W.6s                                            |                                                        |        |         |
| Voslapp                        | Voslapp                     |            | Innenjade      | 53° 36′ 14,3″ N, 8° 7′ 1,3″ O   | 1906/07   | 26         | 20          | gelöscht (1961)                                     |                                                        |        |         |
| Mellumplate                    | Mellumplate                 |            | Außenjade      | 53° 46′ 18,2″ N, 8° 5′ 33,1″ O  | 1939      | 32         | 29          | Dir.Fl.W.4s F.W. Fl(4)W.15s Mo(A)W.7.5s Mo(N)W.7.5s |                                                        |        |         |
| Alter Leuchtturm Wangerooge    | Alter Leuchtturm Wangerooge |            | Außenjade      | 53° 47′ 19,6″ N, 7° 53′ 57,2″ O | 1856      | 39         | 36          | gelöscht (1969)                                     |                                                        |        |         |
| Neuer Leuchtturm Wangerooge    | Neuer Leuchtturm Wangerooge |            | Außenjade      | 53° 47′ 24,3″ N, 7° 51′ 25,9″ O | 1969      | 67         | 61 26       | Fl.R.5s F.WRG                                       |                                                        |        |         |
| Norderney                      | Norderney                   |            | Deutsche Bucht | 53° 42′ 33,3″ N, 7° 13′ 46,6″ O | 1874      | 54         | 59          | Fl(3)W.12s                                          | 23 sm (42,6 km)                                        | B 1054 | [ A 1 ] |
| Memmert                        | Memmert                     |            | Osterems       | 53° 40′ 30″ N, 6° 59′ 42,3″ O   | 1939      | 15         | 15          | gelöscht (1986)                                     |                                                        |        |         |
| Alter Leuchtturm Borkum        | Alter Leuchtturm Borkum     |            | Westerems      | 53° 35′ 16,1″ N, 6° 40′ 14,3″ O | 1576/1817 | 45         | 45          | gelöscht (1879)                                     |                                                        |        |         |
| Neuer Leuchtturm Borkum        | Neuer Leuchtturm Borkum     |            | Westerems      | 53° 35′ 19,4″ N, 6° 39′ 43,4″ O | 1879      | 60         | 63          | Fl(2)W.12s                                          |                                                        |        |         |
| Kleiner Leuchtturm Borkum      | Kleiner Leuchtturm Borkum   |            | Westerems      | 53° 34′ 43,4″ N, 6° 40′ 1,1″ O  | 1891      | 27         | 32          | gelöscht (2003)                                     |                                                        |        |         |
| Quermarkenfeuer Borkum Düne    | Quermarkenfeuer Borkum Düne |            | Westerems      | 53° 34′ 43,7″ N, 6° 40′ 13,5″ O | 1928      | 8          | 17          | gelöscht (1995)                                     |                                                        |        |         |
| Fischerbalje                   | Fischerbalje                |            | Westerems      | 53° 33′ 10,6″ N, 6° 42′ 54,3″ O | 1960      | 16         | 15          | Oc(2)W.16s                                          |                                                        |        |         |
| Pilsum                         | Pilsum                      |            | Westerems      | 53° 29′ 52,6″ N, 7° 2′ 44,5″ O  | 1889      | 11         | 15          | gelöscht (1919)                                     |                                                        |        | [ A 2 ] |
| Campen                         | Campen                      |            | Westerems      | 53° 24′ 20,6″ N, 7° 0′ 56,1″ O  | 1889      | 65         | 62          | Dir.F.W. Dir.Fl.W.5s Dir.Fl(4)W.15s                 |                                                        |        |         |
| Knock                          | Knock                       |            | Dollart        | 53° 20′ 19,6″ N, 7° 1′ 25″ O    | 1971      | 55         | 28          | F.WRG.                                              | W: 12 sm (22,2 km) R: 9 sm (16,7 km) G: 8 sm (14,8 km) | B 1010 | [ A 3 ] |
| Wybelsum                       | Wybelsum                    |            | Dollart        | 53° 20′ 9,9″ N, 7° 6′ 29,8″ O   | 1971      | 18         | 16          | F.WR.                                               |                                                        |        |         |
| Leuchtturm Emden Westmole      | ⮜                           |            | Dollart        | 53° 20′ 3,9″ N, 7° 10′ 30,2″ O  | 1901      | 9          | 10          | F.R.                                                |                                                        |        |         |

```
 
🢁
 
Oberfeuer (hinten)

 
🢃
 
Unterfeuer (vorne)

 
⮞
 
Ost

 
⮟
 
Süd

 
⮜
 
West

 
⮝
 
Nord
```

Anmerkungen:
1. ↑  Er wurde von 1871 bis 1874 auf einer rund 10 m hohen Düne etwa in der Mitte der Insel erbaut. Der Leuchtturm ist mit seinem im oberen Teil achteckigen Querschnitt (mittlere Dicke 6,45 Meter) ein architektonisch erwähnenswertes und mit seiner Höhe von knapp 60 m ü. NHN (ohne Laterne 54,6 m) gleichzeitig das höchste Bauwerk der Insel. Unterhalb der Laterne befindet sich eine umlaufende Zuschauergalerie, die man über 252 Stufen erreicht. Das Leuchtfeuer ist linksdrehend!
2. ↑  Populär wurde dieser Turm besonders durch den Filme von Otto und als Kulisse anderer Fernsehproduktionen.
3. ↑  Turm dient als Träger des Leuchtfeuers, als Radar- und Richtfunkturm und als Sitz der Verkehrszentrale Ems für die Überwachung der Schifffahrt.